# Tantos
Dieser Artikel wurde auf der  Qualitätssicherungsseite des Portals Auto und Motorrad eingetragen. 
Bitte hilf mit, ihn zu verbessern, und beteilige dich an der Diskussion. (+)

Das Markenlogo

Tantos (天越轿车; Tiān Yuè) ist eine im Jahre 2007 eingetragene Automarke der Shanghai Volkswagen Automotive Co., Ltd. mit der Volkswagen (China) Investment Co., Ltd. Beide Unternehmen beteiligen sich zu jeweils 50 Prozent an der Marke. Lediglich Elektroautos sollen unter dem neuen Markennamen hergestellt werden. Dem VW-Konzern dient Tantos als Marke im Wettbewerb um den chinesischen Elektrofahrzeugmarkt neben der Marke Kaili aus dem FAW-Volkswagen-Joint-Venture.

## Modellübersicht
- Tantos E-Lavida (2011, SVW7007BEV; War bereits 2010 als Volkswagen Lavida blue-e-motion vorgestellt worden.)